# Wingen-sur-Moder
Wingen-sur-Moder (in tedesco Wingen an der Moder) è un comune francese di 1 596 abitanti situato nel dipartimento del Basso Reno nella regione del Grand Est.

## Società

### Evoluzione demografica
Abitanti censiti

## Amministrazione

### Gemellaggi
Wingen sur Moder è gemellata con:
- Burgkirchen an der Alz, Germania